# Mulitu
Mulitu (kinesiska: 木里图, 木里图镇) är en köping i Kina. Den ligger i den autonoma regionen Inre Mongoliet, i den norra delen av landet, omkring 920 kilometer öster om regionhuvudstaden Hohhot. Antalet invånare är 40813. Befolkningen består av 19 150 kvinnor och 21 663 män. Barn under 15 år utgör 14,0 %, vuxna 15-64 år 80 %, och äldre över 65 år 5,0 %.
Genomsnittlig årsnederbörd är 664 millimeter. Den regnigaste månaden är juni, med i genomsnitt 146 mm nederbörd, och den torraste är januari, med 4 mm nederbörd.